# Centrální hřbitov v Kolíně
Centrální hřbitov v Kolíně je největší a nejvýznamnější hřbitov v Kolíně. Nachází se v severní části města zvané Zálabí, v ulici Sadová. V nedalekém sousedství se nachází Nový židovský hřbitov. 

## Historie
Hřbitov byl založen roku 1880 jako nový městský hřbitov náhradou za pohřebiště u nedalekého barokně-gotického Kostela sv. Víta, který sloužil jako obřadní kostel i pro nový hřbitov. Prvním pohřbem zde bylo uložení ostatků dvouletého syna krejčího Jana Mojžíše 2. června 1881, hotová stavba byla pak slavnostně vysvěcena kolínským děkanem Janem Nepomukem Svobodou 29. září 1882. 
V severozápadním rohu areálu hřbitova bylo roku 1959 postaveno kolínské krematorium s obřadní síní vyzdobené plastikami akademického sochaře Vladimíra Kýna. 
Centrální hřbitov je hlavním kolínským pohřebištěm, dalšími městskými pohřebišti jsou evangelický hřbitov, nový židovský hřbitov a kolumbárium kostela církve Československé husitské.

## Čestné hroby (výběr)

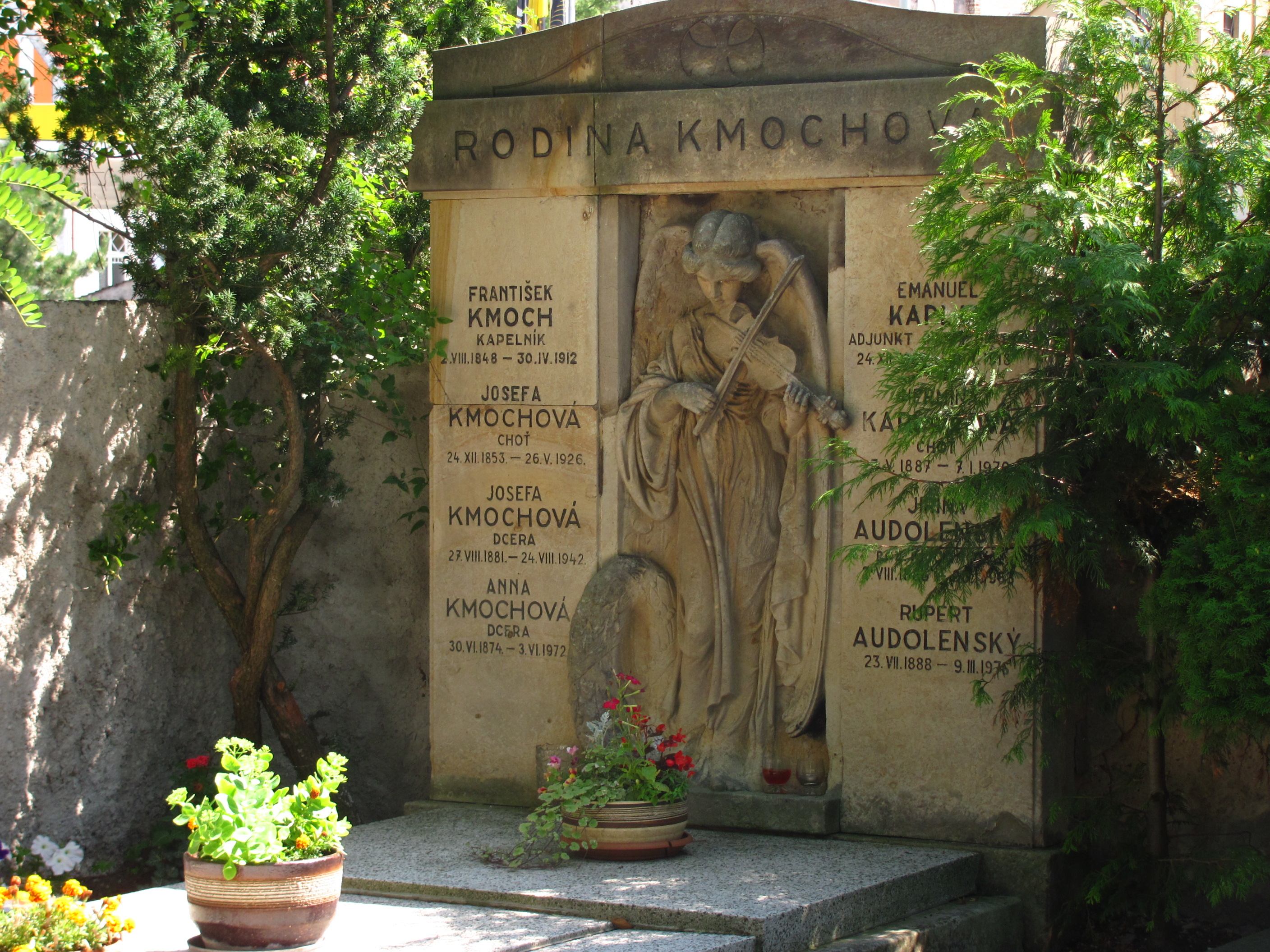
Hrob rodiny hudebníka Františka Kmocha

Dle seznamu Archivováno 3. 6. 2020 na Wayback Machine. na stránkách hřbitova.
- 1. Václav Davídek (1889–1942) – katolický kněz, později děkan, básník
- 2. Otakar Palán (1875–1954) – spisovatel, básník a překladatel, profesor kolínského gymnázia
- 3. Jan Drobník (1876–1924) – sochař, autor řady památníků
- 4. František Kmoch (1848–1912)– kapelník a skladatel dechové hudby
- 5. Čeněk Hevera (1836–1896) – městský politik a poslanec Českého zemského sněmu
- 6. Václav Perner (1817–1887) – městský politik, bratr železničního inženýra Jana Pernera
- 7. MUDr. Josef Šíl (1850–1933) – městský lékař, primář, poslanec Českého zemského sněmu a Říšské rady
- 9. Bohumila Bloudilová (1876–1946) – fotografka, majitelka fotoateliéru
- 11. Karel Latzel starší (1882–1970) – lihovarník a městský politik
- 12. Antonín Pinkas (1851–1883) – fotograf, průkopník místopisné fotografie
- 13. František Vít Blažek (1904-1966) - malíř, autor scénických návrhů

Další významné osobnosti
- Josef Sudek (1896–1976) – oceňovaný fotograf (zemřel v Praze)
- Jan Sklenář (1857–1937) – stavitel, pozdější starosta města (rodinná hrobka)
- Rudolf Mazuch - akademický malíř
- JUDr. Václav Radimský (1839–1907) – starosta města (rodinná hrobka)
- Rodina Bubnových – rodinná hrobka, autorem reliéfu byl Jan Štursa
- 25. Karel Leger (1859–1934) – básník

## Galerie

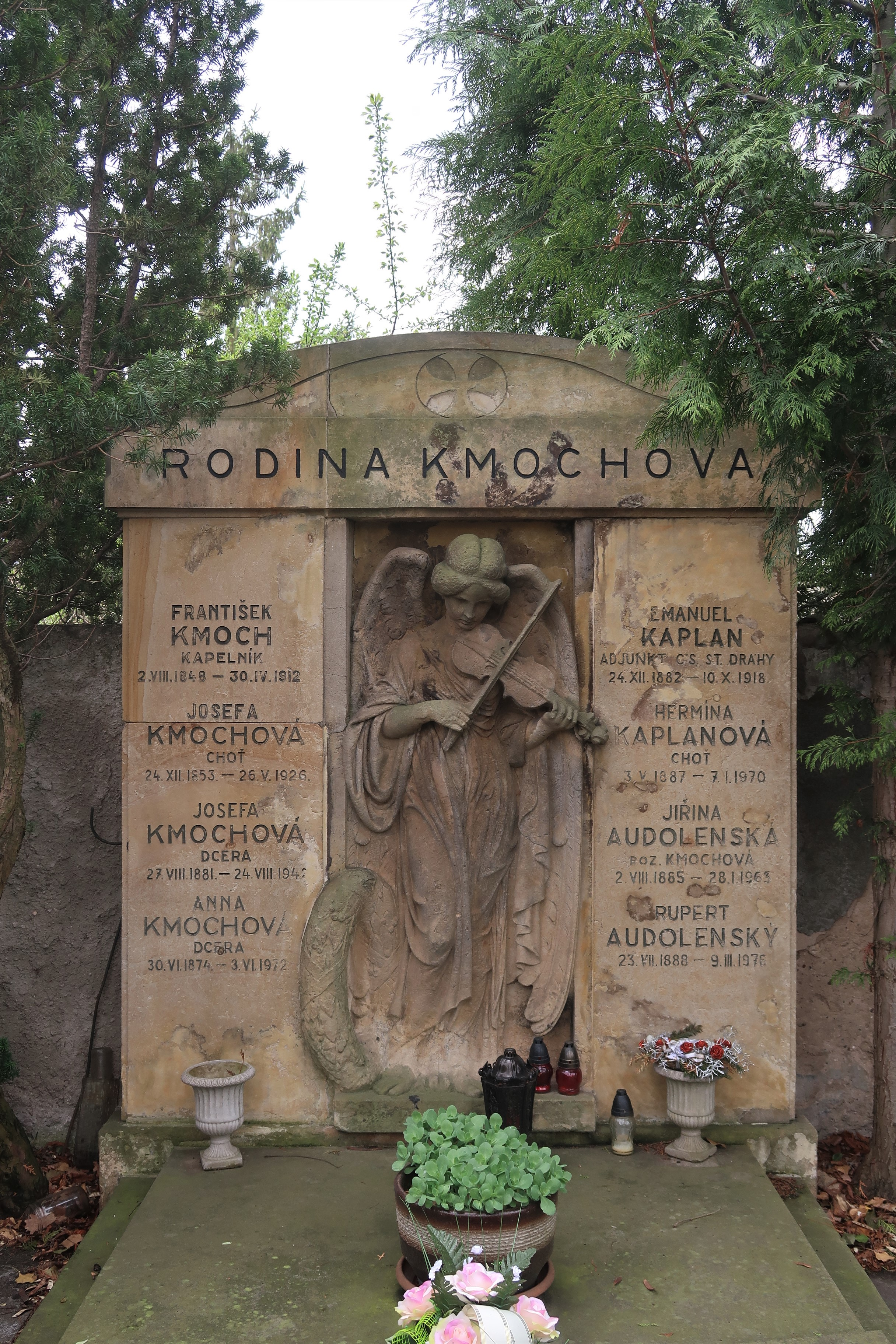
Hrobka rodiny kapelníka Františka Kmocha (1848–1912)
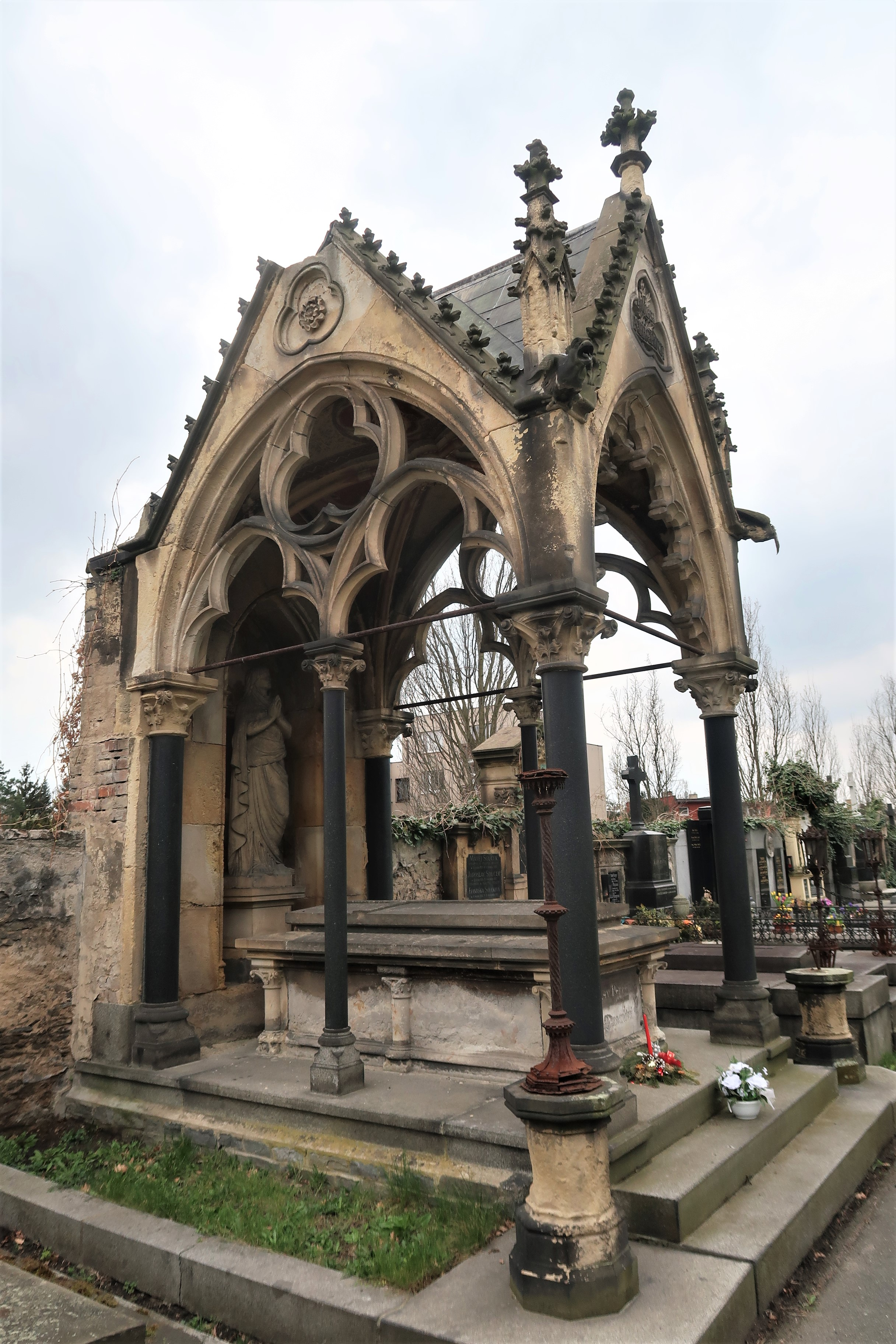
Hrobka měšťana a podnikatele Václava Pernera (1809–1877)
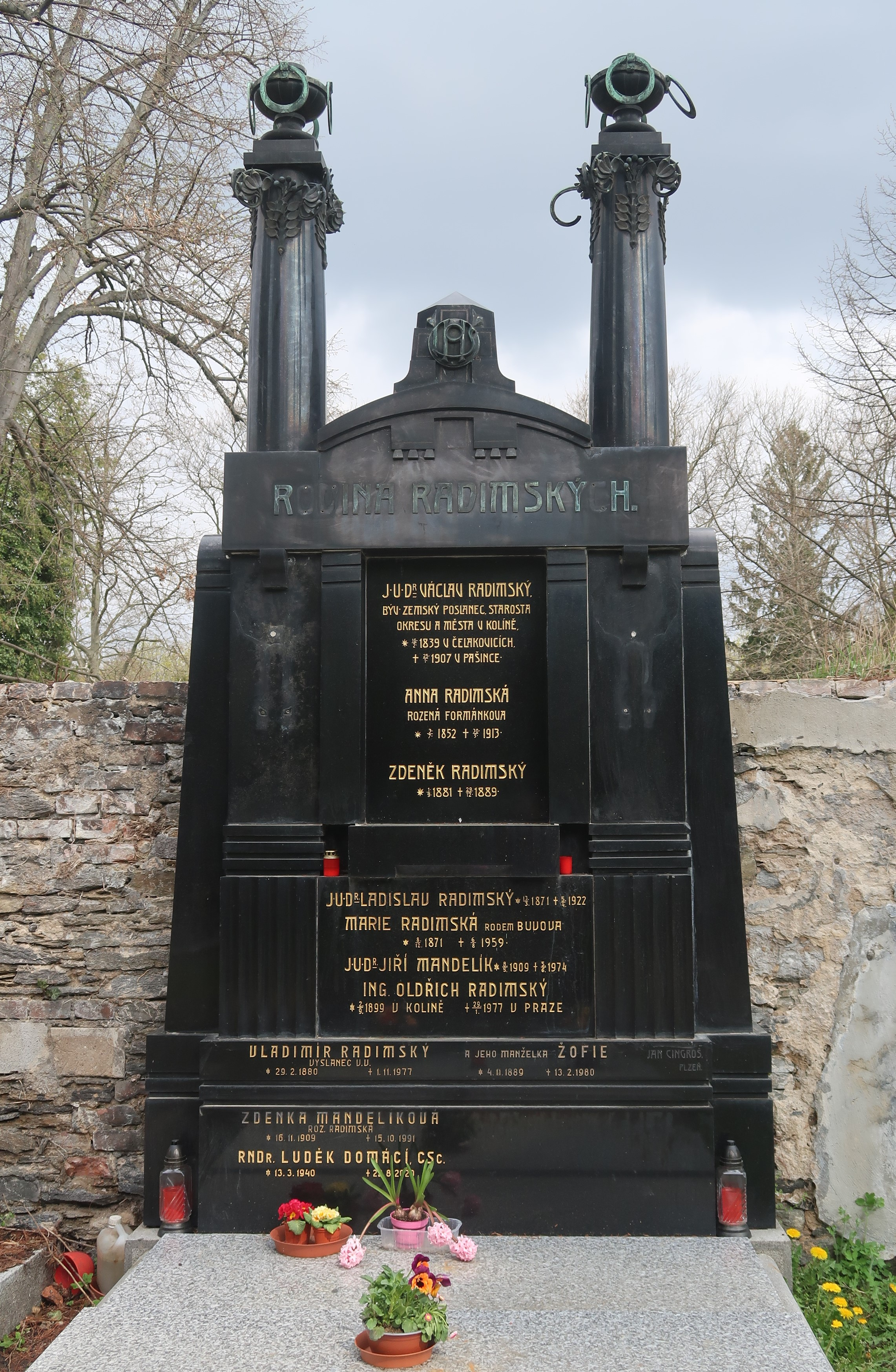
Hrobka rodiny politika Václava Radimského (1839–1907)
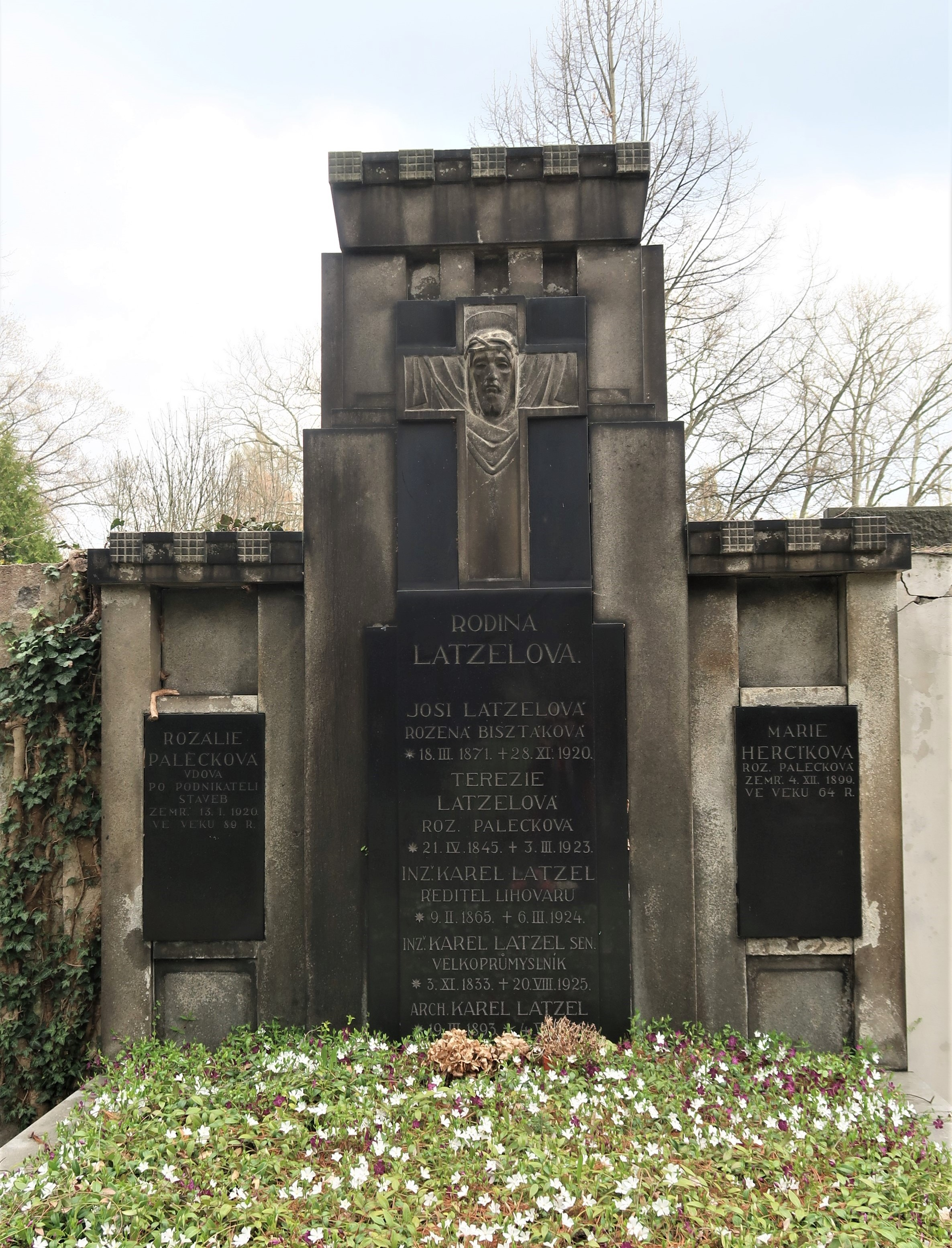
Hrobka rodiny podnikatele Karla Latzela (1833–1925)
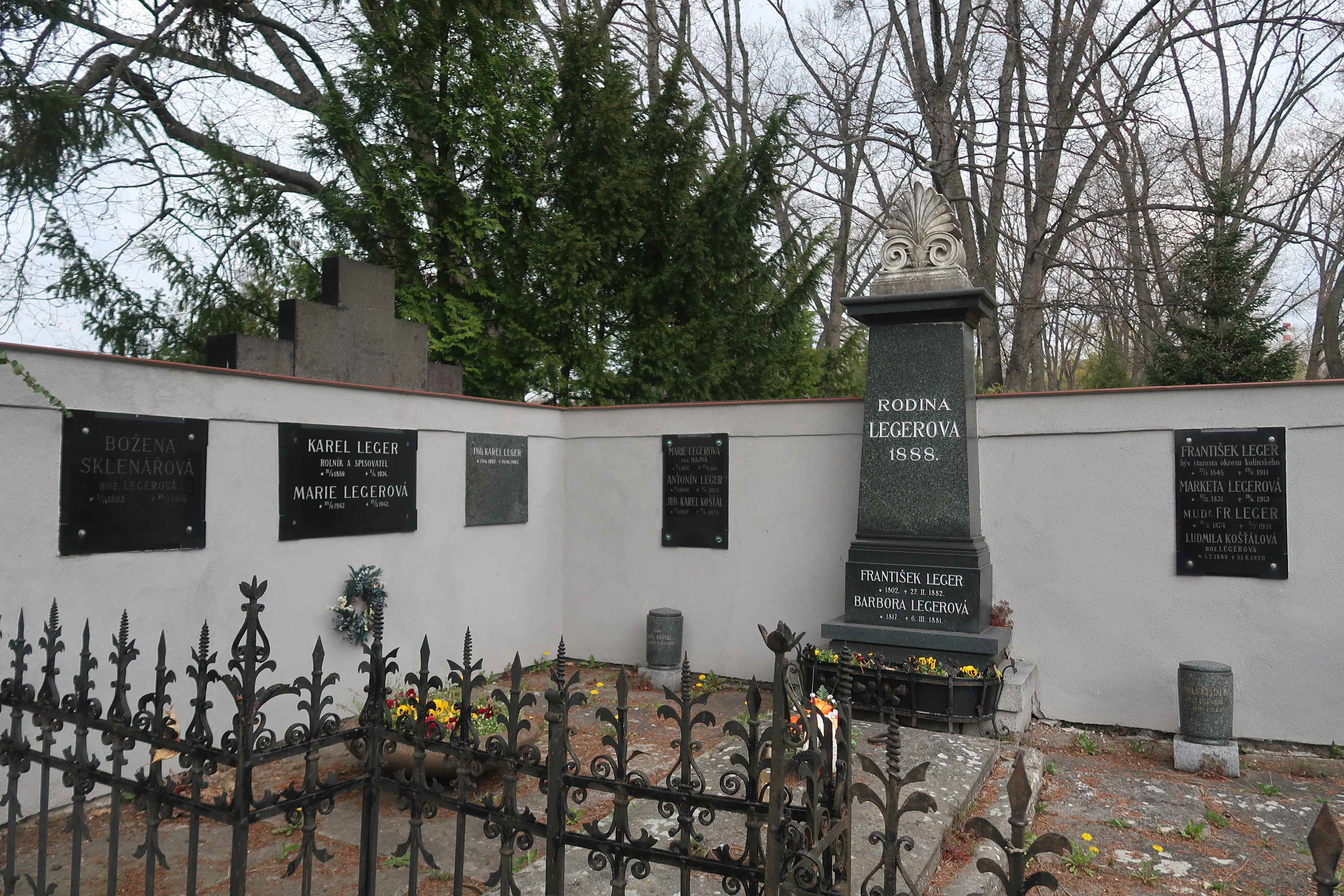
Hrobka rodiny Legerů
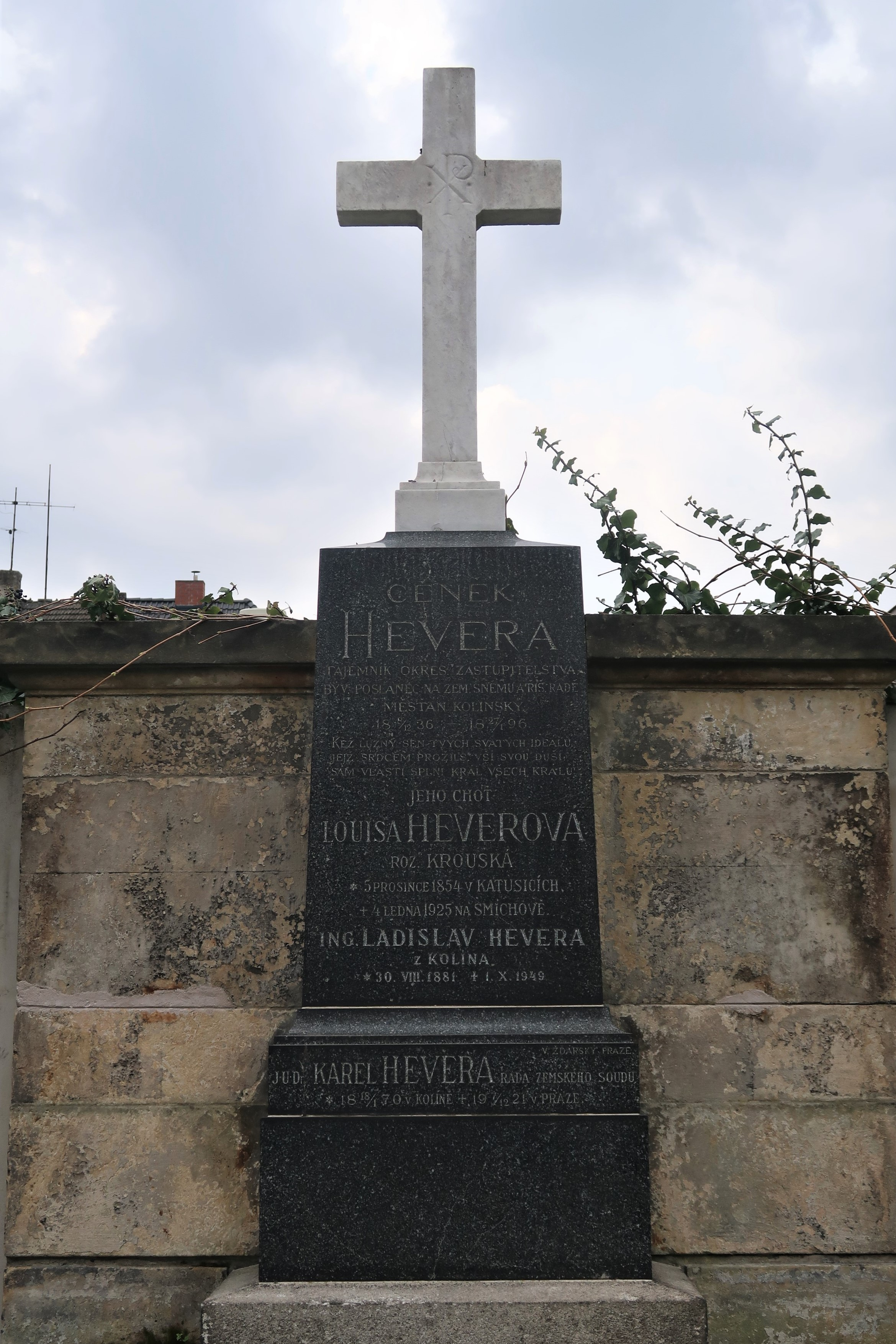
Hrobka rodiny Čeňka Hevery (1836–1896), dlouholetého poslance říšské rady a Českého zemského sněmu
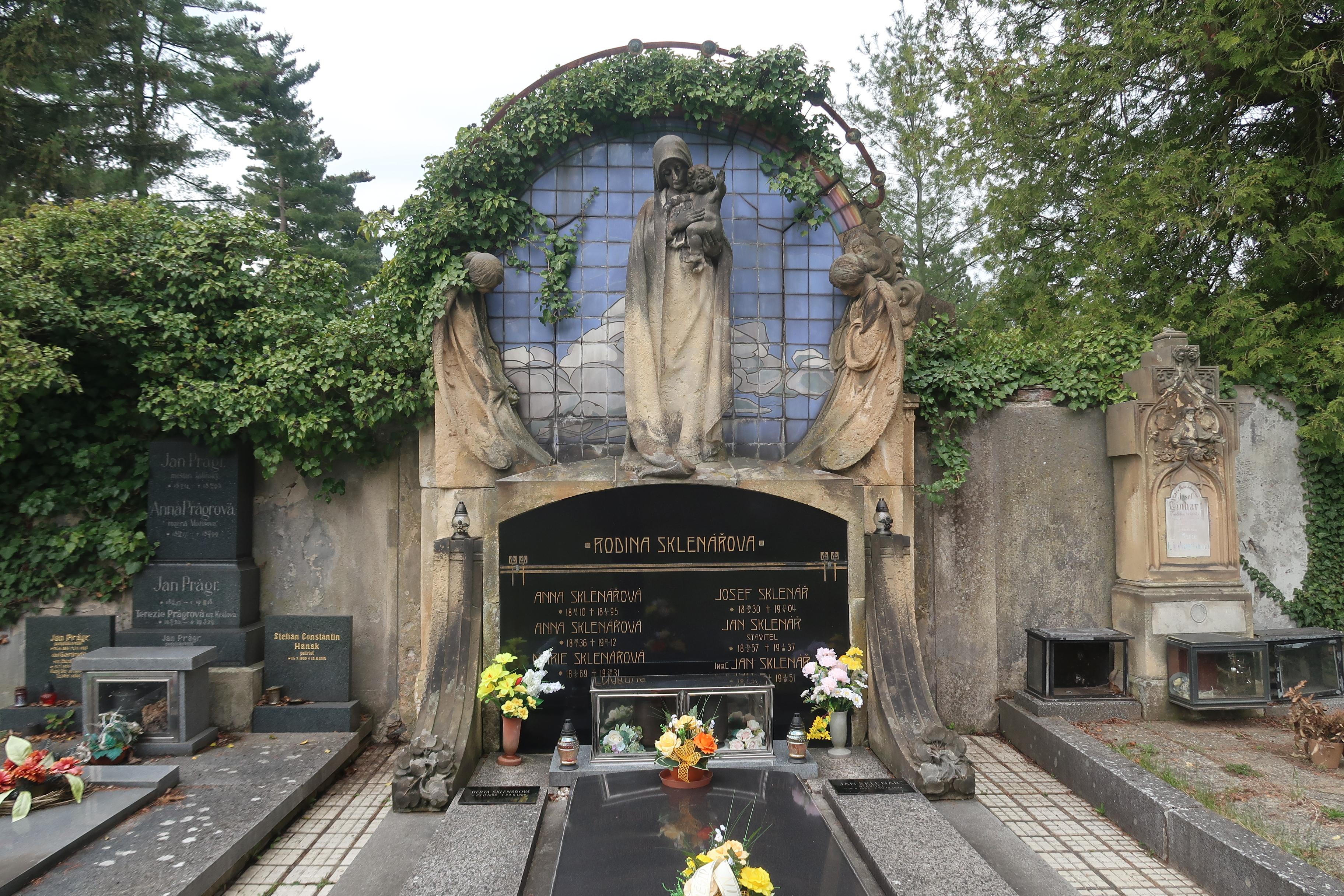
Hrobka rodiny dlouholetého starosty kolínského Sokola Jana Sklenáře (1857–1937)
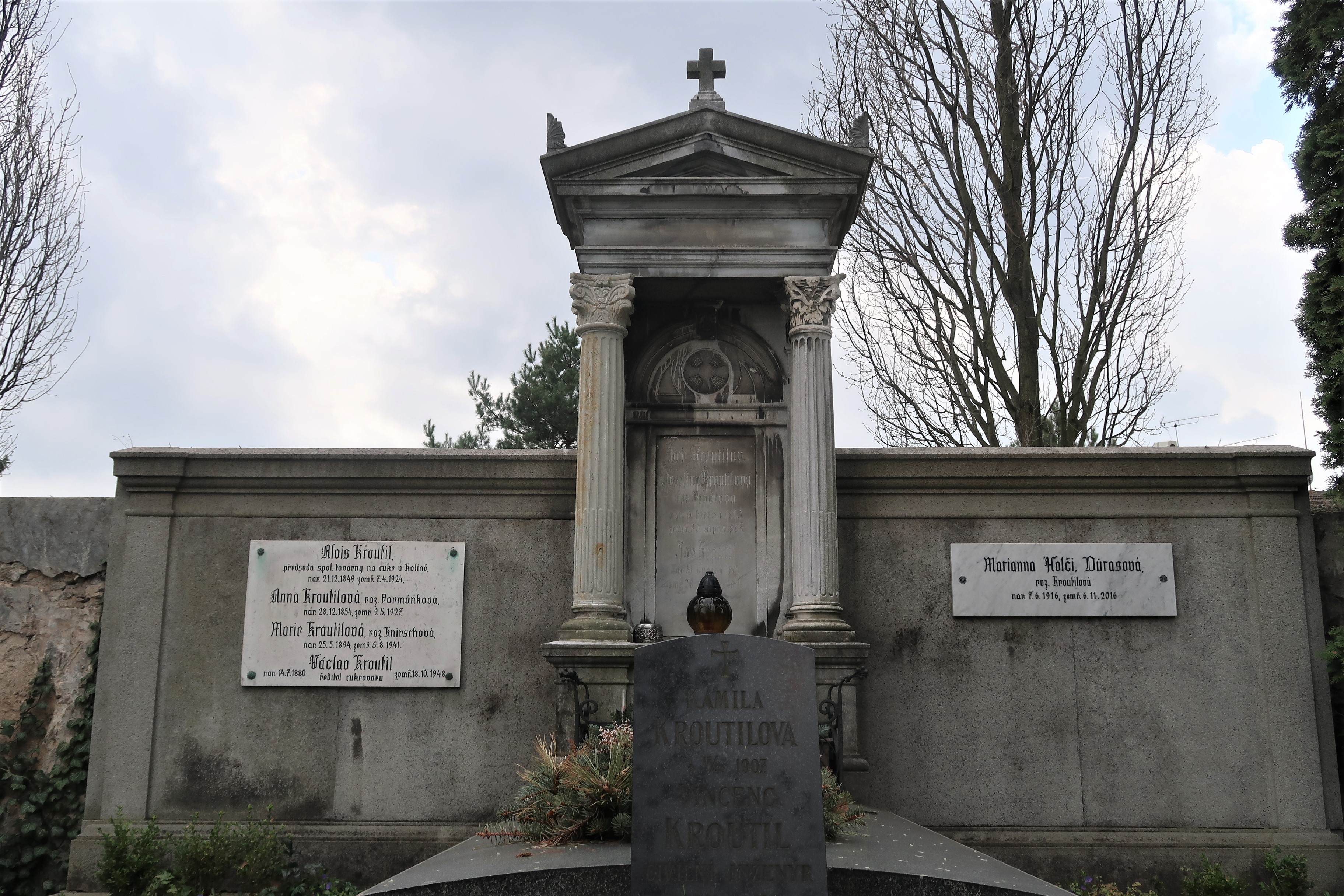
Hrobka rodiny podnikatele a archeologa Aloise Kroutila (1849–1924)